# Paul Daniel Williams
Paul Daniel Williams (ur. 23 sierpnia 1972 w Canterbury) – brytyjski polityk, deputowany Izby Gmin.

## Działalność polityczna
Jest politykiem Partii Pracy i w  okresie od 8 czerwca 2017 do 6 listopada 2019 reprezentował okręg wyborczy Stockton South w brytyjskiej Izbie Gmin.